# Kurt Einsiedel (Radsportler)
Konrad Kurt Einsiedel (* 12. Februar 1907 in Altenburg; † 25. März 1960 in Bad Langensalza) war ein deutscher Radrennfahrer und nationaler Meister im Radsport.

## Sportliche Laufbahn
Einsiedel war im Bahnradsport aktiv. Er startete für den RRC Excelsior Dresden. Er war Teilnehmer der Olympischen Sommerspiele 1928 in Amsterdam. Im 1000-Meter-Zeitfahren wurde er beim Sieg von Willy Falck Hansen Fünfter. In der Mannschaftsverfolgung wurde der deutsche Bahnvierer mit Josef Steger, Anton Joksch, Kurt Einsiedel und Hans Dormbach auf dem 5. Rang klassiert.
1927 gewann Einsiedel mit Alfred Fischer, Woldemar Groß, Fritz Kokula und Rudin Mayer die nationale Meisterschaft in der Mannschaftsverfolgung. 1931 holte er den Titel mit Richard Nedo, Horst Rosenlöcher, Erich Rühl, Walter Jung und Kurt Wend. 1926 war er Vize-Meister geworden. 1928 wurde er Vize-Meister im Sprint hinter Hans Bernhardt.
1929 und 1930 war Einsiedel Berufsfahrer.